# Misterija (pozorište)
Misterijske predstave i čudesne predstave (razlikuju se kao dva različita oblika, mada se pojmovi često koriste naizmenično) spadaju u najranije formalno razvijene predstave u srednjovekovnoj Evropi. Srednjovekovne misteriozne predstave usredsređene su na predstavljanje biblijskih priča u crkvama kao komada sa pratećom antifonskom pesmom. One su pričale o temama kao što su Stvaranje, Adam i Eva, ubistvo Abela i Poslednji sud. Misterije su često izvođene zajedno u ciklusima koji su mogli trajati danima. Naziv potiče od reči misterija, koja je korištena u smislu čuda, a ponekad se kao poreklo navodi i ministerium, sa značenjem zanat, te su to stoga 'misterije' ili predstave koje izvode zanatski cehovi.

## Engleske misteriozne predstave
Postoje četiri kompletne ili gotovo potpune engleske biblijske zbirke drama; iako se ove zbirke ponekad nazivaju „ciklusima“, sada se veruje da ovaj termin može tim zbirkama pripisati veću koherentnost nego što u stvari poseduju. Najpotpuniji je Jorški ciklus od četrdeset osam komada; tu su i Taunlijeve predstave sa trideset i dva komada, za koja se nekada smatralo da su istinski „ciklus“ predstava glumljenih u Vejkfildu; Ludus Koventri, koji se sada generalno smatra redigovanom kompilacijom od najmanje tri starije, nepovezane drame, i Česterov ciklus od dvadeset i četiri komada, za koji se sada se generalno smatra da je elizabetanska rekonstrukcija starijih srednjovekovnih tradicija. Takođe su sačuvana dva izbora iz novogzavetskog ciklusa iz Koventrija i po jedan iz Norviča i Njukastla na Tajnu. Pored toga, postoji predstava o životu Marije Magdalene iz petnaestog veka, Brom Avram i Isak i predstava Preobraćenje Svetog Pavla iz šesnaestog veka, sve poreklom iz Istočne Anglije. Pored srednjoengleske drame, na korniškom jeziku su preživele i tri drame poznate kao Ordinalija, a nekoliko cikličnih drama je preživelo iz kontinentalne Evrope.
Ove biblijske drame se veoma razlikuju po sadržaju. Većina sadrži epizode kao što su Pad Lucifera, Stvaranje i pad čoveka, Kajn i Avel, Noje i potop, Abraham i Isak, Rođenje, Lazarusovo vaskrsenje, Stradanje i Vaskrsenje. Među ostalim komadima je priča o Mojsiju, Povorci proroka, Hristovom krštenju, Iskušenju u divljini i Uspenju i krunisanju Bogorodice. U datim ciklusima predstave su sponzirali novonastali srednjovekovni zanatski cehovi. Na primer, Jorški tekstilci su sponzirali predstavu Sudnji dan. Drugi cehovi predstavili su scene prikladne njihovom zanatu: građenje Nojeve barke stolarski ceh; čudo Pet pogača i riba pekari; i Tri mudraca sa njihovim darovima zlata, tamjana i smirne zlatari. Međutim, cehovska udruženja ne treba shvatiti kao način produkcije svih gradova. Iako su Česterska takmičenja povezana sa cehovima, nema naznaka da su N-taunske predstave povezane sa cehovima ili da su izvođene na mobilnim pozornicama. Verovatno su najpoznatije od misterioznih predstava, barem savremenim čitaocima i publici, Vejkfildske. Nažalost, ne zna se da li su predstave Taunlijskog rukopisa zapravo predstave izvedene u Vejkfildu, iako je jedna referenca u Drugoj pastirskoj predstavi na Horberi Šrogis vrlo sugestivna. U predstavi „Londonska groblja“ gospođe Bejzil Holmes (1897), autor tvrdi da je crkva Svetog manastira, pored Sv. Katerin Kri u ulici Lidenhol u Londonu bila mesto održavanja čudesnih predstava od desetog do šesnaestog veka. Edmund Boner, londonski biskup (oko 1500 - 1569) zaustavio je ovu praksu 1542. godine.

## Čudesna predstava
Čudesne predstave, ili predstave sveca, u današnje vreme se razlikuju od misterioznih predstava, jer su one izričito rekonstrukcije čudesne intervencije svetaca, posebno Svetog Nikole ili Svete Marije, u živote običnih ljudi, a ne biblijske događaje; međutim oba ova pojma savremeni naučnici koriste češće nego srednjovekovni, ljudi koji su koristili široku paletu terminologije da bi se pozvali na svoje dramske predstave. Robert Čejmbers, pišući u 19. veku, primećuje da je „posebno u Engleskoj, čudo [došlo da] zastupa versku igru uopšte“.

## Moderne predstave
Predstave misterije se i dalje redovno prave širom Ujedinjenog Kraljevstva. Lokalni ciklusi su oživljeni i u Jorku i u Česteru 1951. godine u okviru Festivala Britanije, i još uvek ih izvode lokalni cehovi. Ciklus N-tauna oživljen je 1978. kao Linkolnove predstave misterije, a 1994. su oživljene Ličfildske misterije (sada najveći komunalni pozorišni događaj u Ujedinjenom Kraljevstvu).
Godine 1977, Nacionalno pozorište je uposlilo Tonija Harisona da stvori Misterije, preradu Vejkfildskog ciklusa i druge. Prestava je oživljena 1985. godine (nakon čega je produkcija snimana za televizijski Kanal 4), i ponovo kao deo teatarske milenijumske proslave 2000. godine. Produkcije su Bilu Brajdenu donele titulu „Najboljeg režisera“ na Ivning Standardovim pozoričnim nagradama i Olivijer nagradama za 1985. godinu, kada su se tri predstave prvi put pojavile zajedno u izvedbi Licejskog teatra. Adaptacija Harisonove drame postavljena je na Šekspirovom globusu 2011. godine kao The Globe Mysteries.

## Literatura
- Anderson Magalhães, Le Comédies bibliques di Margherita di Navarra, tra evangelismo e mistero medievale, in La mujer: de los bastidores al proscenio en el teatro del siglo XVI, ed. de I. Romera Pintor y J. L. Sirera, Valencia, Publicacions de la Universitat de València, 2011, pp. 171–201.
- „Liturgical drama: Definition from”. Answers.com. Приступљено 16. 4. 2012.
- Herbermann, Charles, ур. (1913). „Spanish Language and Literature”. Catholic Encyclopedia. New York: Robert Appleton Company.
- Bellinger, Martha Fletcher, "A Thousand Years Of Quiescence And The Beginnings Of Sacred Drama", A Short History of the Drama, New York: Henry Holt and Company, 1927. pp. 115-21
- Bate, Keith, ed. 1976. Three Latin Comedies. Toronto: Centre for Medieval Studies.
- Brockett, Oscar G. and Franklin J. Hildy. 2003. History of the Theatre. Ninth edition, International edition. Boston: Allyn and Bacon.  0-205-41050-2.
- Cohen, Robert. 2000. Theatre: Brief Edition. Mayfield: McGraw-Hill.  978-0077333515.
- Hannant, Sara. 2011. Mummers, Maypoles and Milkmaids: A Journey Through the English Ritual Year. London: Merrell.  978-1-8589-4559-0.
- Klaus,Carl H., Miriam Gilbert, and Braford S. Field, Jr. 1991. "Stages of Drama." New York: St. Martin's.
- Knight, Alan E. 1983. "Aspects of Genre in Late Medieval French Drama." Manchester University Press.
- McAlister, Linda. 1996. "Hypatia's Daughters: 1500 Years of Women Philosophers." Hypatia Inc.
- Nelson, Alan H. 1972. "Some Configurations of Staging in Medieval English Drama" Medieval English Drama: Essays Critical and Contextual Chicago: University of Chicago Press. 116-147.
- Styan, J.L. 1996. The English Stage: A History of Drama and Performance. Cambridge: Cambridge University Press.  0-521-55636-8.
- Symes, Carol. 2007. A Common Stage:  Theatre and Public Life in Medieval Arras. Ithaca: Cornell University Press.  978-0801445811.
- Walsh, Martin. 2002. "Drama." Medieval Folklore: A Guide to Myths, Legends, Tales, Beliefs, and Customs. Oxford: Oxford University Press.  978-1576071212.
- Wise, Jennifer and Craig S. Walker, eds. 2003. The Broadview Anthology of Drama: Plays from the Western Theatre, Volume 1. Toronto: Braodview Press.
- Shakespeare's Globe. The Isango Ensemble Mysteries Архивирано 1 децембар 2016 на сајту  2015
- BBC News. Revival of Medieval Mystery Plays. Thursday, 5 August 2004
- St Just Plain-an-Gwarry. Архивирано 5 септембар 2012 на сајту  Historic Cornwall. Retrieved 23 September 2012.

## Spoljašnje veze
- -{A simulator of the progress of the pageants in the York Mystery playsv
- Herbermann, Charles, ур. (1913). „Miracle Plays and Mysteries”. Catholic Encyclopedia. New York: Robert Appleton Company.